# Dahmer – Monster: The Jeffrey Dahmer Story
Dahmer – Monster: The Jeffrey Dahmer Story és la primera temporada de la sèrie de televisió d'antologia de drama criminal biogràfic Monster, creada per Ryan Murphy i Ian Brennan per a Netflix, que es va estrenar el 21 de setembre de 2022. Murphy i Brennan en són els productors creadors. Dahmer tracta de la vida de l'assassí en sèrie Jeffrey Dahmer (Evan Peters). Altres personatges principals inclouen el pare de Dahmer, Lionel (Richard Jenkins), la seva madrastra Shari (Molly Ringwald), la veïna sospitosa Glenda (Niecy Nash) i l'àvia Catherine (Michael Learned). S'ha subtitulat al català.
Dahmer va rebre crítiques en diversos sentits, però finalment va ser un èxit comercial, i va arribar al primer lloc a Netflix la primera setmana del seu llançament. La temporada es va convertir en la segona sèrie en anglès més vista de Netflix de tots els temps en 28 dies, i la tercera sèrie de Netflix en superar les 1.000 milions d'hores de visualització en dos mesos. La sèrie va assolir el número u a la llista de reproducció de Nielsen la primera setmana del seu llançament, i es va col·locar al número 7 a la llista de tots els temps de Nielsen en la seva segona setmana.
La temporada va rebre quatre nominacions a la 80a edició dels Globus d'Or, inclosa la categoria a millor minisèrie o antologia o telefilm, i Peters va guanyar la de millor actor en minisèrie o telefilm. També va ser nominada en sis categories dels 75ns Premis Primetime Emmy, incloent-hi la de millor minisèrie o antologia i la de millor actor principal en una sèrie, pel·lícula o antologia per a Peters. Finalment, Nash va guanyar com a millor actriu secundària en una sèrie, pel·lícula o antologia.
La segona temporada de l'antologia, Monsters: The Lyle and Erik Menéndez Story (2024), està basada en el cas d'assassinat dels germans Menéndez. La segona temporada es va estrenar el 19 de setembre de 2024.

## Sinopsi
La minisèrie relata la vida de l'assassí en sèrie Jeffrey Dahmer, i explora els diferents motius que probablement el van portar a convertir-se en un dels assassins en sèrie més famosos dels Estats Units. Al llarg de la sèrie s'exploren vivències de la seva infància i adolescència, influïdes per un pare absent i una mare drogoaddicta.
L'interès de Dahmer pels cadàvers s'inicia des de ben petit a la seva infantesa, amb el seu pare, quan aquest li ensenya a disseccionar animals morts com a manera de compartir moments de proximitat amb el seu fill fent el hobby que l'apassionava. Aquests successos impulsen la seva obsessió per la mort i els cossos sense vida, cosa que resulta en el seu primer homicidi accidental el 1978 a l'edat de 18 anys.
Entre els anys 1978 i 1991, Jeffrey Dahmer va assassinar a 17 persones, sent totes les seves víctimes homes i nens adolescents, principalment afroamericans. Tots els seus crims van ser comesos a Wisconsin i Ohio.

## Repartiment

### Principal
- Evan Peters com a Jeffrey Dahmer
- Richard Jenkins com a Lionel Dahmer
- Molly Ringwald com a Shari Dahmer
- Michael Learned com a Catherine Dahmer
- Niecy Nash com a Glenda Cleveland

### Secundari
- Michael Beach com a Dennis Murphy
- Brandon Black com a Dean Vaughn
- Shaun J. Brown com a Tracy Edwards
- Colby French com a Patrick Kennedy
- Mac Brandt com a Robert Rauth
- Grant Harvey com a Rolf Mueller
- Matthew Alan com a Joseph Gabrish
- Scott Michael Morgan com a John Balcerzak
- Josh Braaten com el jove Lionel Dahmer
- Savannah Brown com la jove Joyce Dahmer
- Nick A. Fisher com el jove Jeffrey Dahmer
- Cameron Cowperthwaite com a Steven Hicks
- Penelope Ann Miller com a Joyce Dahmer
- Vince Hill-Bedford com a Steven Tuomi
- Blake Cooper Griffin com a Charles
- Dyllón Burnside com a Ronald Flowers
- Matt Cordova com el detectiu Rauss
- Rodney Burnford com a Tony Hughes
- Colin Ford com a Chazz
- Kieran Tamondong com a Konerak Sinthasomphone

## Banda sonora
La banda sonora de la sèrie va ser composta i interpretada per Nick Cave i Warren Ellis. L'àlbum de la banda sonora es va publicar el mateix dia que la sèrie.

## Llista d'episodis
| Núm. | Títol                                  | Direcció       | Guió                                                    | Data d'estrena original |
| ---- | -------------------------------------- | -------------- | ------------------------------------------------------- | ----------------------- |
| 1    | «Episode One»                          | Carl Franklin  | Ryan Murphy i Ian Brennan                               | 21 de setembre de 2022  |
| 2    | «Please Don't Go»                      | Clement Virgo  | Ryan Murphy i Ian Brennan                               | 21 de setembre de 2022  |
| 3    | «Doin' A Dahmer»                       | Clement Virgo  | Ryan Murphy i Ian Brennan                               | 21 de setembre de 2022  |
| 4    | «The Good Boy Box»                     | Jennifer Lynch | Ryan Murphy i Ian Brennan                               | 21 de setembre de 2022  |
| 5    | «Blood On Their Hands»                 | Jennifer Lynch | Ian Brennan                                             | 21 de setembre de 2022  |
| 6    | «Silenced»                             | Paris Barclay  | David McMillan i Janet Mock                             | 21 de setembre de 2022  |
| 7    | «Cassandra»                            | Jennifer Lynch | Ian Brennan, Janet Mock i David McMillan                | 21 de setembre de 2022  |
| 8    | «Lionel»                               | Gregg Araki    | Ian Brennan i David McMillan                            | 21 de setembre de 2022  |
| 9    | «The Bogeyman»                         | Jennifer Lynch | Ian Brennan, David McMillan i Reilly Smith              | 21 de setembre de 2022  |
| 10   | «God of Forgiveness, God of Vengeance» | Paris Barclay  | Ian Brennan, David McMillan, Reilly Smith i Todd Kubrak | 21 de setembre de 2022  |

## Premis i nominacions
| Premi                             | Data                   | Categoria                                                              | Nominat/da                                 | Resultat   |
| --------------------------------- | ---------------------- | ---------------------------------------------------------------------- | ------------------------------------------ | ---------- |
| Hollywood Music in Media Awards   | 17 de novembre de 2022 | Millor música de televisió                                             | Amanda Krieg Thomas                        | Nominada   |
| Premis Globus d'Or                | 10 de gener de 2023    | Millor Sèrie d'Antologia limitada o pel·lícula per a televisió         | Dahmer – Monster: The Jeffrey Dahmer Story | Nominada   |
| Premis Globus d'Or                | 10 de gener de 2023    | Millor Actor en minisèrie o telefilm                                   | Evan Peters                                | Guanyador  |
| Premis Globus d'Or                | 10 de gener de 2023    | Millor Actriu de Repartiment en minisèrie o telefilm                   | Niecy Nash                                 | Nominat    |
| Premis Globus d'Or                | 10 de gener de 2023    | Millor Actor de Repartiment en minisèrie o telefilm                    | Richard Jenkins                            | Nominat    |
| Critics' Choice Television Awards | 15 de gener de 2023    | Millor Actriu de Repartiment en minisèrie o pel·lícula per a televisió | Niecy Nash                                 | Guanyadora |